# De charmante koffiepot
De charmante koffiepot is het achtenzeventigste stripverhaal uit de reeks van Suske en Wiske. Het is gepubliceerd in De Standaard en Het Nieuwsblad van 11 oktober 1969 tot en met 19 februari 1970. 
Willy Vandersteen en Paul Geerts werkten samen aan dit verhaal. Het was zodoende het eerste Suske en Wiske-verhaal waarin Geerts een aanzienlijk aandeel had. Ongeveer twee jaar later zou Geerts uiteindelijk bij de Suske en Wiske-verhalen het stokje helemaal overnemen van Vandersteen, die zich nu op het maken van andere strips toelegde.
De eerste albumuitgave in de Vierkleurenreeks was in in juni 1970, met als nummer 106.

## Locaties
Het spookhuisje naast het huis van tante Sidonia, Zwollezele, gemeente Kemeltoet, Neder-Over-Bakzijl, Biesbos

## Personages
Suske, Wiske, Lambik, tante Sidonia, Jerom, Tjaf (ploegbaas van firma B. Tonarmé), Teut, Lowie (barman), Sjarel de landloper, Achiel en Felicie, Soline, juffrouw Sorsjeere

## Het verhaal
Lambik, Suske en Wiske zien licht branden in een verlaten huisje en gaan op onderzoek. Ze volgen voetstappen die bij het huis van tante Sidonia uitkomen, daar is net de ploegbaas van een aannemer op bezoek. Op de plek van het spookhuisje zal een gebouwencomplex gebouwd worden. Tante Sidonia vertelt dat de eigenaresse, juffrouw Sorsjeere, vertrokken is en haar heeft gevraagd op het huisje te letten tijdens haar afwezigheid. Jerom vertelt dat Lambik niet is thuisgekomen en vindt hem in het spookhuisje, Lambik raaskalt over een sprekende koffiepot en wordt met koorts op bed gelegd.
De aannemer laat een ploeg komen, maar Jerom zorgt ervoor dat het huisje niet wordt afgebroken. Lambik gaat naar de kroeg met de sprekende koffiepot, Teut, en wil niet naar zijn vrienden omdat ze hem uitgelachen hebben en niet geloven. Maar iedereen schrikt van de sprekende koffiepot en ze gaan naar het spookhuisje. Als Tjaf aan de deur komt om het huis te slopen, verschijnt plotseling juffrouw Sorsjeere die Lambik bedankt en de mannen weg stuurt. Wiske ziet Lambik vertrekken met de sprekende koffiepot en de vrienden gaan hen zoeken. Teut wordt 's nachts door een zwerver gestolen en Lambik begint een zoektocht. Op kantoor hoort Tjaf dat juffrouw Sjoersjeere al jaren geleden is overleden.
Suske en Wiske zien Teut op de kermis en bevrijden hem van de landloper die geld met de koffiepot wil verdienen. Teut en Lambik vinden elkaar weer, en gaan er opnieuw vandoor. Wiske pendelt en vertelt Suske dat ze weet dat Lambik naar de Biesbos − waar Lambik een bootje heeft liggen−  is gegaan. Later vertelt ze dat ze gebeld heeft met de firma van de vrachtwagen waarmee Lambik samen met Teut verdwenen is. Dan wordt het huisje van juffrouw Sjorsjeere afgebroken en Tjaf vindt haar dagboek met aantekeningen over een schat die verstopt is in Teut. Suske en Wiske vinden Lambik in het water en brengen hem naar het ziekenhuis. Alhoewel Jerom nog niet echt gelooft dat er een sprekende koffiepot bestaat, gaat hij toch naar de Biesbos om Teut te zoeken.
Tjaf is met handlangers ook naar de Biesbos en zet Teut op een vuurtje als hij de schat niet wil afgeven. Maar Jerom vindt hem en verjaagt de boeven. In het ziekenhuis zijn Lambik en Teut dolgelukkig als ze elkaar weer zien, maar nadat Tjaf vermomd als dokter bij hen komt gaan ze er weer samen vandoor. Lambik maakt een mooi plekje bij de vuilnisbelt en ze slapen in tonnen. Als Lambik boodschappen gaat doen vindt Teut een porseleinen koffiepot, Soline, die is weggegooid omdat ze een gebarsten deksel heeft. Lambik herstelt haar deksel en Teut vertelt dat de wet van Potten en Kannen verbiedt dat ze aan mensen laten weten dat ze kunnen spreken. Als Teut met Soline flirt wordt Lambik kwaad dat hij al het werk alleen moet doen. 's Nachts vertrekt Soline, ze wil niet dat de vrienden ruzie maken om haar.
Teut vertrekt om haar te zoeken en Lambik gaat naar zijn vrienden terug, hij mist Teut enorm. Lambik gaat zelfs naar een waarzegster om te weten te komen waar Teut nu is. Hij gaat op haar aanwijzingen naar het bouwterrein bij het spookhuisje en vindt de beide koffiepotten, maar wordt door Tjaf verslagen. Suske, Wiske en Jerom komen ook te hulp. Jerom vernielt de machines van het bouwbedrijf, maar dan ontploft het dynamiet en Teut is uiteengereten. Lambik soldeert de koffiepot en na een koffietransfusie komt Teut weer bij. Juffrouw Sjorsjeere komt hem halen, en samen met Soline gaan ze naar Fantasia. De vrienden vinden het briefje dat in Teut was verstopt. De spreuk "de enige wijze om een vriend te hebben is er één te zijn" is de verborgen schat.

## Achtergronden bij het verhaal
- Tjaf heet in de aankondigingsstrook nog Travo, een woordspeling op traveau, in Vlaanderen soms een aanduiding voor een bouwwerf en uit het Frans overgenomen.
- Juffrouw Sorsjeeres naam is een woordspeling op "sorcière", Frans voor heks.
- Soline de koffiepots naam is afgeleid van het Franse werkwoord “consoler” (troosten).
- De firma B. Tonarmé is een woordspeling op "beton armé", Frans voor gewapend beton.
- Lambik en Teut liften in dit album mee met een vrij stereotiepe maoïste. Een zeer directe politieke commentaar van Vandersteen op de ideologie van deze beweging.
- Fee Fantasia heeft een tehuis (dit heet ook Fantasia) voor gepensioneerde tovenaars, elfen en feeën (zie album De zingende zwammen. De techniek neemt de plaats van deze wonderbaarlijke wezens over.
- Dit verhaal is ook uitgegeven in het Frans (Bob et Bobette - l'aimable cafetiere).
- Dit album werd in 2008 voorgelezen in de rubriek De Lustige Lezers in het Vlaamse televisieprogramma Man bijt hond.
- Zie ook Teut (handel)